# Le Dernier Rendez-vous
Le Dernier Rendez-vous est le seizième album de la série de bande dessinée Buddy Longway, paru en 1987.
Buddy est confronté à son passé ou plus précisément à celui de son père en rencontrant une vieille indienne qui l'a bien connu.

## Personnages
- Buddy Longway : trappeur d'une quarantaine d'années.
- Nuage Gris : sioux, ami de Jérémie. Enfant, Jérémie l'a sauvé du piétinement des bisons, lors d'une chasse. Ils sont devenus amis[1]. Il a opté pour le parti de Tonnerre du Matin. Blessé.
- Petite Lune : indienne âgée, elle a connu le père de Buddy avant de devenir Sagesse-Folle : femme médecine.
- N'Entend qu'avec le Cœur : petit frère de Petite Lune, sourd muet.
- Wapiti Noir : indien, amoureux de Petite Lune, jaloux.
- Harold Tête Rouge : père de Buddy.

## Synopsis
Nuage Gris est mal-en-point. Ils sont rejoints par une vieille femme qui propose de le soigner et semble reconnaître Buddy. Arrivés au camp, Sagesse-Folle leur raconte l'histoire de Harold Tête Rouge. Un blanc, charpentier en Irlande, ruiné par un incendie, il a décidé de partir avec femme et enfant tenter sa chance en Amérique. Sa femme meurt durant la traversée. Il confie son fils, Buddy (quatre ans) à son frère Jérémie. Lui, veut suivre des pionniers vers l'ouest, le voyage est trop difficile pour un enfant. Il travaille à la construction de forts avant sa rencontre avec les sioux. Chez eux, il se plait, apprend la langue, la chasse, l'observation de la nature... finit par se construire une cabane et parle de sa vie d'avant à deux enfants : Petite Lune et son frère N'Entend qu'avec le cœur. Petite Lune tombe peu à peu amoureuse. La mort accidentelle de N'Entend qu'avec le Cœur décide Harold à repartir pour retrouver son fils.
Petite Lune le suit, propose de devenir sa femme. Harold refuse, il n'a pas oublié sa femme et conseille à Petite Lune d'épouser Wapiti Noir. Wapiti Noir les épie de loin et n'entend pas leur conversation. Jaloux, il provoque Harold et le tue. De retour au camp, il se rend compte de son erreur, se mutile la main. Petite Lune devient folle de douleur. Elle est soignée par l'homme médecine qui lui transmet son savoir, la renomme Sagesse-Folle. Elle savait que Buddy devait venir, elle l'attendait.
Elle lui offre la veste qu'elle avait confectionnée pour son père. Pratique avec lui une cérémonie permettant de libérer l'âme d'Harold. Apaisés, ils fument la pipe sacrée.
Buddy reprend sa route, rejoint Chinook et Kathleen au moment où une avalanche se déclenche. Kathleen est sauvée par un vieil indien manchot qui se sacrifie pour elle (Wapiti Noir). La famille Longway est presque réunie, ne manque que Jérémie. Nuage Gris, remis de ses blessures leur apprend la mort de Sagesse Folle, souriant au moment où Wapiti Noir était tué par l'avalanche.